# Jugoslavija Beograd
Sportski Klub Jugoslavija Beograd (Servisch: СК Југославија) was een Servische voetbalclub uit de hoofdstad Belgrado, die werd opgericht in 1913.
De eerste seizoenen van het Joegoslavische kampioenschap werden beslecht met een knock-outfase. In 1923 haalde Jugoslavija, de 2de ronde (halve finale) en werd daarin nipt verslagen, 3-4, door SAŠK Sarajevo. De volgende 2 seizoenen werd de club echter landskampioen, in de finale werd telkens een Kroatische club verslagen (Hajduk Split en Gradanski Zagreb).
In 1926 leek het alsof de titel binnen handbereik lag, Backa werd met 12-2 verpulverd en ook Hajduk kreeg een pak slaag 5-1, maar in de finale was Gradanski dit jaar te sterk en won met 2-1. Bij het eerste competitiejaar in 1927 was de club niet aanwezig. Bij de terugkeer in 1928 werd de club 6de en laatste. Twee jaar later werd de vicetitel behaald achter Concordia Zagreb. 
In 1931 verkoos de club opnieuw om niet deel te nemen en het volgende seizoen werd opnieuw via knock-outfase beslist. In de kwartfinale werd Vojvodina Novi Sad verslagen met 5-2, 4-2 maar in de halve finale botste het op de muur van Concordia Zagreb (0-0, 1-6). In 1933 werd de derde plaats behaald. In 1933/34 werd er geen kampioenschap georganiseerd maar het volgende seizoen eindigde de club op een zucht van de titel, op twee punten achterstand op BSK Beograd (het huidige OFK). In 1936 was er weer knock-outfase maar dit keer was de club niet van de partij. 
In 1937 werd de vierde plaats behaald, twee jaar later de derde en in 1940 opnieuw de vierde plaats, maar in dit seizoen waren er slechts zes clubs. Daarna werd de competitie stilgelegd door de Tweede Wereldoorlog. Na de oorlog werden de activiteiten niet hervat en verdween de club. 

## Erelijst
- Landskampioen

1924, 1925

## Internationals
De navolgende spelers kwamen als speler van Jugoslavija Beograd uit voor een vertegenwoordigend elftal. Recordinternational van de club is Milutin Ivković, die van in totaal 19 keer de kleuren verdedigde van het Joegoslavische nationale elftal in de periode 1925-1929.
| Naam                   | Van        | Tot        | Totaal | Nationaal elftal |
| ---------------------- | ---------- | ---------- | ------ | ---------------- |
| Slobodan Anđelković    | 06.06.1937 | 06.06.1937 | 1      | Joegoslavië      |
| Branislav Dimitrijević | 08.04.1928 | 10.09.1933 | 5      | Joegoslavië      |
| Rudolf Dobrijević      | 15.06.1930 | 15.06.1930 | 1      | Joegoslavië      |
| Momčilo Đokić          | 13.04.1930 | 13.12.1936 | 13     | Joegoslavië      |
| Vladeta Đurić          | 30.05.1926 | 30.05.1926 | 1      | Joegoslavië      |
| Franjo Giler           | 24.04.1932 | 30.06.1932 | 3      | Joegoslavië      |
| Branislav Hrnjiček     | 06.10.1929 | 13.04.1930 | 4      | Joegoslavië      |
| Milutin Ivković        | 28.10.1925 | 28.10.1929 | 19     | Joegoslavië      |
| Dragan Jovanović       | 28.10.1923 | 28.10.1928 | 8      | Joegoslavië      |
| Đorđe Lojančić         | 06.09.1936 | 09.05.1937 | 2      | Joegoslavië      |
| Petar Lončarević       | 26.01.1930 | 13.04.1930 | 2      | Joegoslavië      |
| Ljubomir Lovrić        | 07.05.1939 | 31.03.1940 | 5      | Joegoslavië      |
| Stevan Luburić         | 28.10.1925 | 04.05.1930 | 6      | Joegoslavië      |
| Miroslav Lukić         | 02.08.1931 | 25.12.1934 | 7      | Joegoslavië      |
| Rodoljub Malenčić      | 28.06.1922 | 28.06.1922 | 1      | Joegoslavië      |
| Slavko Milošević       | 15.06.1930 | 18.03.1934 | 4      | Joegoslavië      |
| Mihajlo Načević        | 28.06.1926 | 28.06.1926 | 1      | Joegoslavië      |
| Nikola Perlić          | 06.09.1936 | 12.11.1939 | 8      | Joegoslavië      |
| Dušan Petković         | 28.10.1923 | 28.06.1926 | 8      | Joegoslavië      |
| Aleksandar Petrović    | 22.05.1938 | 22.09.1940 | 9      | Joegoslavië      |
| Božidar Petrović       | 16.12.1934 | 16.12.1934 | 1      | Joegoslavië      |
| Branko Petrović        | 28.10.1928 | 26.01.1930 | 3      | Joegoslavië      |
| Stojan Popović         | 10.05.1927 | 08.04.1928 | 5      | Joegoslavië      |
| Jovan Ružić            | 28.08.1920 | 02.09.1920 | 2      | Joegoslavië      |
| Branislav Sekulić      | 04.11.1925 | 01.04.1934 | 8      | Joegoslavië      |
| Jovan Spasić           | 15.03.1931 | 12.07.1936 | 15     | Joegoslavië      |
| Teofilo Spasojević     | 06.05.1928 | 03.08.1930 | 2      | Joegoslavië      |
| Dobrivoje Zečević      | 21.05.1931 | 28.08.1938 | 18     | Joegoslavië      |